# バイラモス
「バイラモス」 (Bailamos) は、スペイン出身で、アメリカ合衆国在住の男性歌手のエンリケ・イグレシアスの楽曲。

## 概要
この楽曲は、彼にとって2枚目のコンピレーション・アルバムである『バイラモス・グレイテスト・ヒッツ』に収録された曲で、同アルバムからのシングルとして1999年8月17日にリリースされた。各国の週間シングルチャートでは、全米のBillboard Hot 100やスペインなどで1位を記録した。バイラモス (Bailamos) とは、スペイン語で「一緒に踊ろう」の意味である。
日本では同年10月にトヨタ・MR-SのCM曲として使われ、西城秀樹が同曲をカバーした同名のシングル「Bailamos 〜Tonight we dance〜」がリリースされた。2000年2月7日収録のフジテレビ『ミュージックフェア』では、エンリケ・イグレシアスと西城秀樹が共演し「バイラモス」を互いに披露した。